# Arremon crassirostris
Tico-tico-de-faces-sujas ou tico-tico-mascarrado (Arremon crassirostris) é uma espécie de ave da família Emberizidae.
Pode ser encontrada nos seguintes países: Colômbia, Costa Rica e Panamá.
Os seus habitats naturais são: regiões subtropicais ou tropicais húmidas de alta altitude.